# Wrigiana uniserialis
Wrigiana uniserialis is een mosdiertjessoort uit de familie van de Calwelliidae. De wetenschappelijke naam van de soort is voor het eerst geldig gepubliceerd in 1967 door Powell.